# Thrakomakedones
Thrakomakedones  este un oraș în Grecia în prefectura Attica.